# Red Ball Express
Pour les articles homonymes, voir Red Ball Express (homonymie).

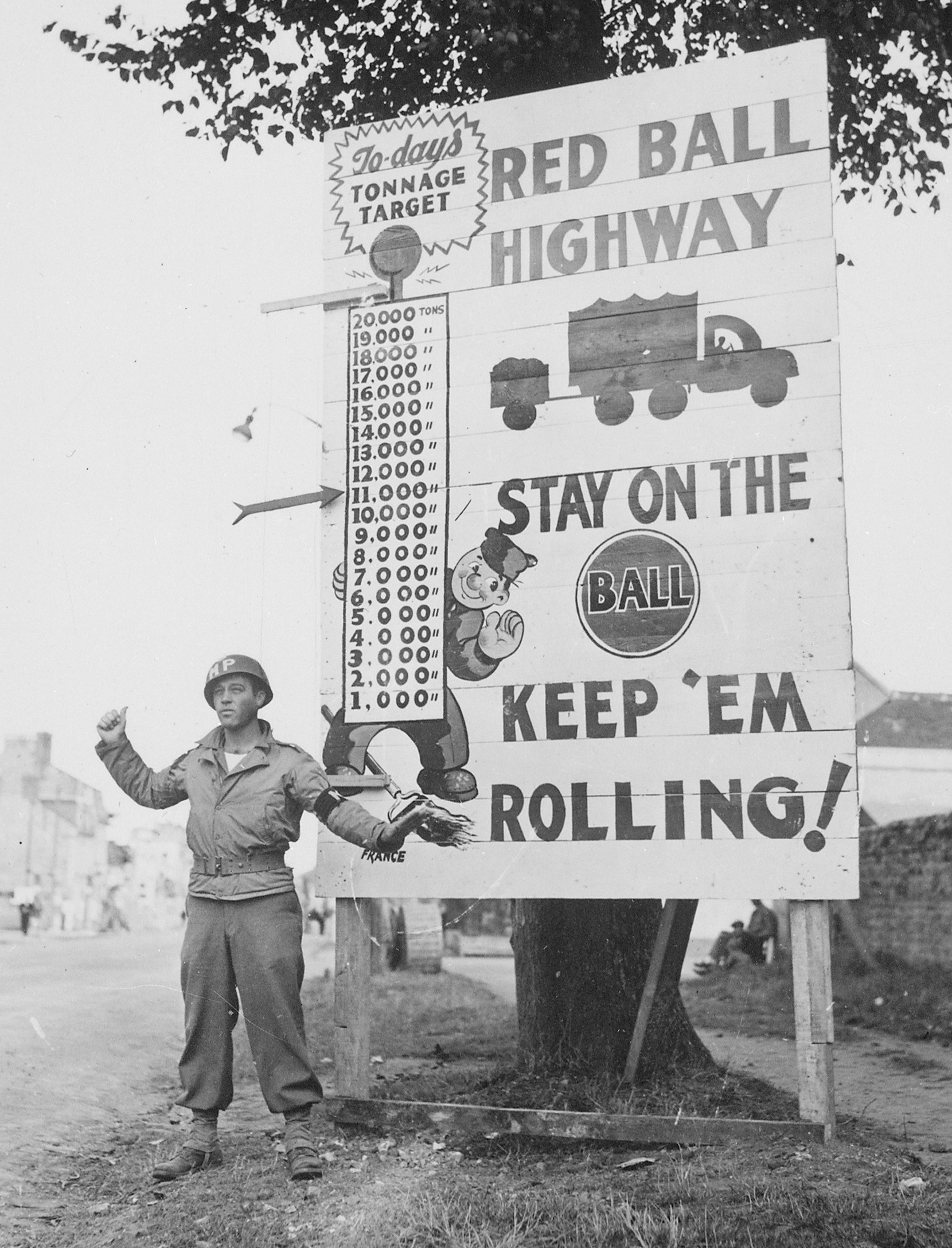
Panneau routier du Red Ball Express

Lors de la Seconde Guerre mondiale, le Red Ball Express est un important système de convoyage routier mis en œuvre par les forces alliées après la percée marquant la fin de la bataille de Normandie. Il reposait sur un itinéraire en boucle à sens unique  entre Cherbourg (Cherbourg-en-Cotentin depuis 2016) et Chartres puis, avec l'avancée du front, étendu en deux branches vers le nord et l'est de la France. Ce système a fonctionné du 25 août 1944 au 16 novembre 1944 et la remise en service du port d'Anvers. Le terme Red Ball provient du vocabulaire ferroviaire américain et s'applique aux trains prioritaires. Le nom de Red Ball Express est parfois utilisé dans un sens plus étendu en faisant référence à l'ensemble des transports routiers militaires alliés en Europe de l'Ouest.

## Contexte
Le réseau ferroviaire dans le nord-ouest de la France ayant été détruit par les bombardements alliés avant et au début de la bataille de Normandie pour freiner le renforcement des forces allemandes, il ne restait plus aux Alliés que la solution du transport routier, afin de pourvoir aux énormes besoins des armées en mouvement. La fin de la bataille de Normandie marquait le début de la rapide avancée alliée sur le front de l'Ouest. Il s'agissait donc de transporter des vivres, des munitions et surtout de grandes quantités de carburant. Chacune des 28 divisions alliées engagées, pour mener à bien ses opérations offensives, avait besoin d'environ 700 à 750 tonnes de ravitaillement par jour, soit un total de 20 000 tonnes.

## Fonctionnement

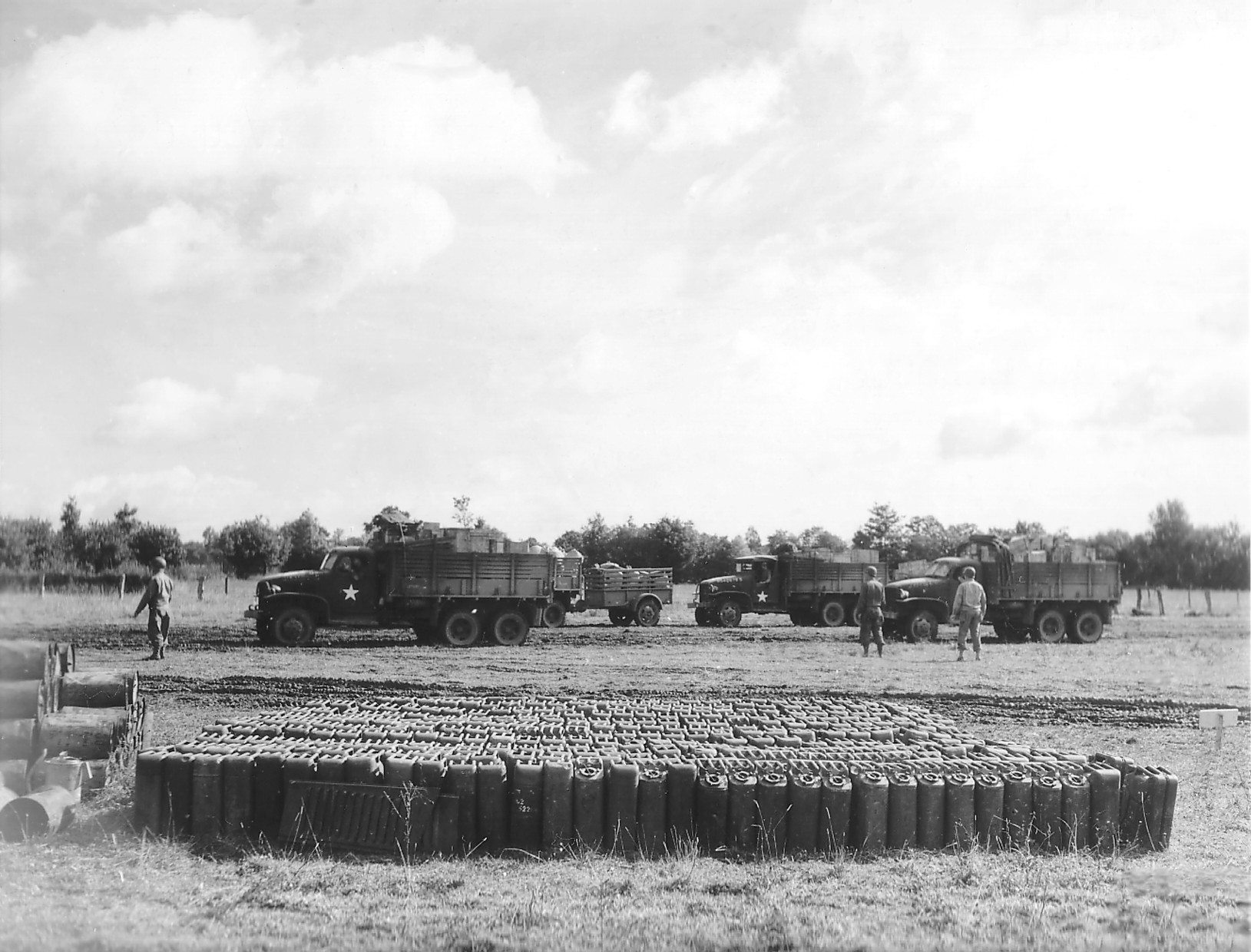
Des GMC CCKW du Red Ball Express derrière un dépôt de jerricans.

Deux itinéraires furent tracés en suivant des routes nationales ou secondaires existantes entre Cherbourg et Chartres où était installée une grande base logistique américaine. La route la plus au nord était empruntée par les camions chargés de marchandises, qui revenaient à vide par celle du sud. Afin de fluidifier le trafic, de limiter les accidents et les attaques aériennes, des règlementations spéciales furent instaurées :
- Circulation interdite aux véhicules civils
- Convois de 5 camions minimum, encadrés par des jeeps
- Camions espacés de 60 mètres
- Interdiction de doubler
- Vitesse unique limitée à 40 km/h  (25 milles par heure)
- Pause obligatoire les 10 dernières minutes de chaque heure[1].

Le trafic était ininterrompu, de jour comme de nuit. 
Les camionneurs ne devaient pas s'arrêter, même pour aider un autre camionneur en panne. Ce dernier devait attendre une des équipes de réparation puis, une fois dépanné, être intégré à un convoi passant.   
Les routes du Red Ball étaient balisées par des panneaux grand format, inspirés des panneaux publicitaires américains. Ils évitaient aux conducteurs de se perdre et indiquaient également les objectifs de tonnage journalier atteints, afin de les motiver. Plus de 25 000 panneaux furent posés. 
Des ateliers de réparations se trouvaient environ tous les 50 km. Une zone de bivouac fut aménagée au milieu du parcours pour procéder au repos et au changement de chauffeurs et faire le plein d'essence. Des points de contrôle existaient dans les principales villes traversées. Ils servaient à l'enregistrement des mouvements, au pointage des marchandises et pour une bonne information sur les ateliers de réparation et les stocks d'essence disponibles sur la route ou pour signaler d'éventuels véhicules en panne.
Du fait de la densité de la circulation, et pour faire respecter les règles, 3 bataillons de police militaire, un régiment d'infanterie et de nombreux policiers français furent mobilisés. Des unités de corps du génie furent également affectées au maintien en état des routes. 
Près de 75 % des chauffeurs du Red Ball Express étaient des soldats afro-américains. En effet, interdits dans les unités combattantes pour cause de ségrégation raciale, ces derniers, sauf rares cas, se retrouvaient incorporés dans des unités de soutien.
Le système a utilisé 5 958 véhicules et a transporté quotidiennement jusqu'à 12 500 tonnes de marchandises.
Les principaux problèmes rencontrés sur le Red Ball Express étant les pannes, l'épuisement des conducteurs et l'usure du matériel, qui à la longue ont fini par multiplier les accidents et le coût de fonctionnement. De 2 500 grosses réparations sur la première semaine de septembre, elles avaient doublé, à 5 750, rien que deux semaines plus tard. Les crevaisons étaient aussi fréquentes. Ainsi pour le pneu le plus utilisé, le 750 × 20, 55 000 furent changés en septembre 1944.

## Tracés

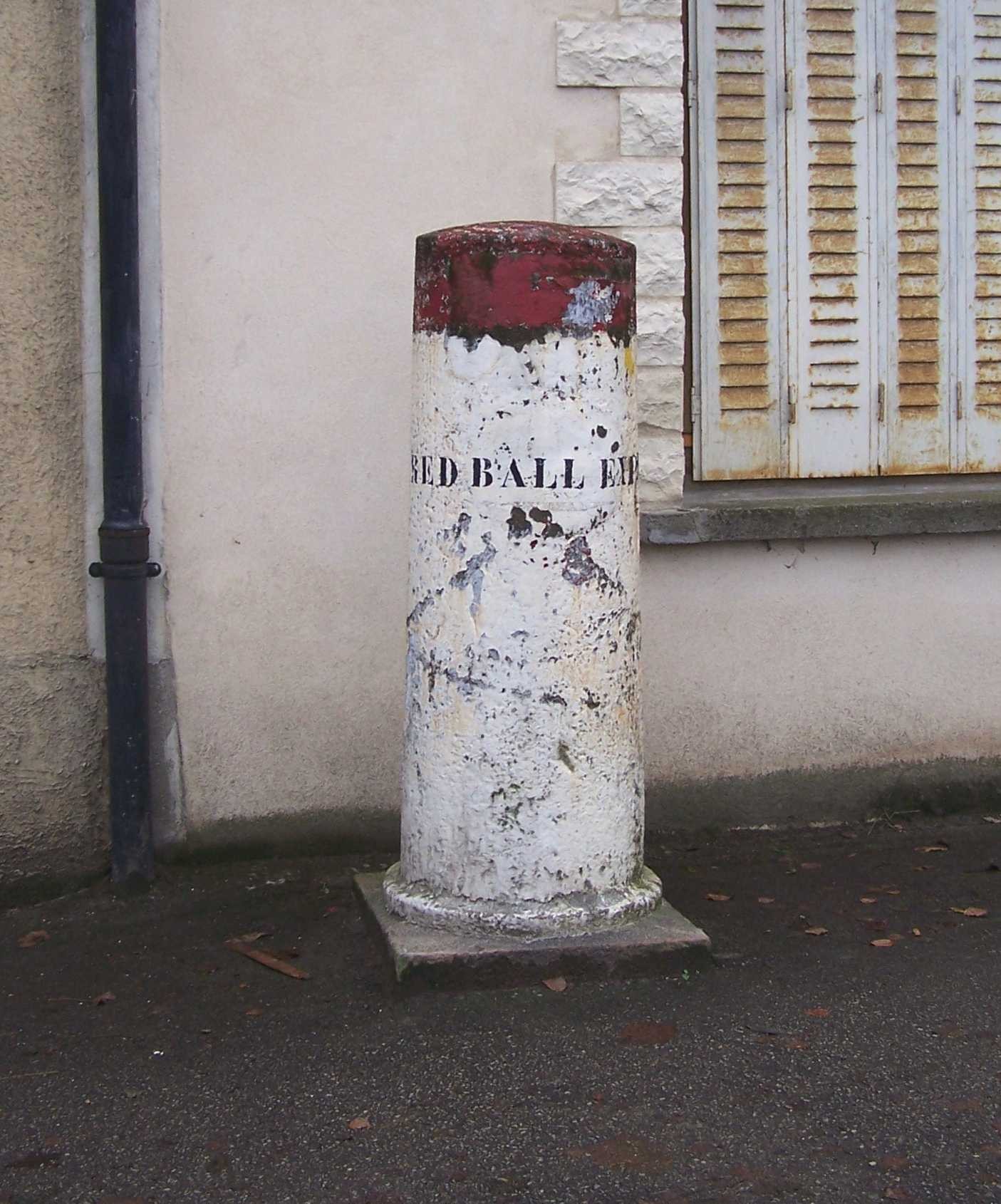
Borne commémorative du Red Ball Express dans le village de La Queue-lez-Yvelines (Yvelines)

Le tracé était long de 500 kilomètres puis étendu à 1 200 km. Le Red Ball Express connut plusieurs tracés. Ainsi du 25 août au 10 septembre 1944.
- Route aller :  Cherbourg → Valognes → Carentan → Saint-Lô → Vire → Domfront → Alençon → Mortagne-au-Perche → Chartres[1],
- Route retour : Chartres → Nogent-le-Rotrou → Mamers → Mayenne → Mortain → Vire → Tessy-sur-Vire → Saint-Lô → Périers → Cherbourg[1].

Saint-Lô sert de point de regroupement, certains camions arrivant des plages de débarquement d'Utah Beach et d'Omaha Beach. Vire est le seul endroit où la route n'est pas à sens unique. 
L'itinéraire évolua : ainsi le trajet initial passait très au sud, en raison des opérations militaires qui venaient de se dérouler à Argentan. Un nouvel itinéraire plus au nord donc plus court fut mis en place à partir du 11 septembre : 
- Route aller : Cherbourg →  Valognes → Carentan → Saint-Lô → Torigny-sur-Vire → Vire → Flers → Argentan → L'Aigle → Dreux → Chartres[1],
- Route retour : Chartres → Mortagne-au-Perche → Alençon → Domfront → Mortain → Vire → Tessy-sur-Vire → Saint-Lô → Lessay → Bricquebec → Cherbourg[1].

À partir du 15 septembre 1944, avec l'avancée rapide du front, le Red Ball Express fut rallongé de deux boucles :
- Une boucle Nord passant, à l'aller, au nord de Paris vers Soissons pour approvisionner le front de Belgique : 
  - Aller : Dreux → Versailles → Saint-Denis → Villers-Cotterêts → Soissons[1],
  - Retour : Soissons → Château-Thierry → Coulommiers → Rozay-en-Brie → Mormant → Fontainebleau → Étampes → Chartres[1].
- Une boucle Est vers Sommesous pour le front de Lorraine. Elle empruntait à l'aller une partie de la RN 4 reliant Paris à Nancy. Cette boucle sera ultimement prolongée jusqu'à Metz[1] : 
  - Aller : Chartres → Versailles → Corbeil → Melun → Rozay-en-Brie → Sezanne → Sommesous[1],
  - Retour : Sommessous → Arcis-sur-Aube → Méry-sur-Seine → Nogent-sur-Seine →  Fontainebleau[1].

## Conséquences
Le Red Ball Express a fourni une aide décisive aux armées alliées en attendant la reconquête de nouveaux ports et la réparation d'autres infrastructures de transport. Il fonctionnera d'ailleurs ensuite pendant un temps en parallèle de la voie de chemin de fer et de l'oléoduc construit par les Alliés. Entre le 25 août et le 16 novembre 1944, 410 000 tonnes de marchandises furent transportées. Malgré cela et face à la rapide avance alliée dans l'est, cela se révèlera encore insuffisant, un bref pont aérien sera même mis en place entre l'aérodrome de Cherbourg-Querqueville et celui de Reims pour transporter du carburant en septembre 1944.

## Postérité
Le Red Ball Express, pendant son fonctionnement, fut popularisé dans différentes journaux destinés aux troupes ainsi qu'aux actualités. Il sera le thème d'une comédie musicale, Call Me Mister (en), créée à Broadway au printemps 1945. Un film, Les Conducteurs du diable (Red Ball Express) tourné en 1952 et réalisé par Budd Boetticher avec Sidney Poitier retrace cet épisode de la guerre. En 1973, CBS diffusa une comédie de douze épisodes intitulée Roll Out (en) racontant les aventures d'une compagnie de transport afro-américaine sur la Red Ball Express. La série utilisa ce cadre pour parler de la ségrégation raciale.

## Autres routes similaires
- Green Diamond Highway : de Cherbourg à Dol de Bretagne du 14 au 31 octobre 1944[1],
- Lions Express (par les Britanniques) : de Bayeux à Bruxelles en septembre et octobre 1944[1],
- White Ball Express : du Havre à Reims via Beauvais à la fin 1944,
- ABC Highway : d'Anvers à Liège avec plusieurs embranchements, de fin 1944 à début 1945[1].